# シンフォニック・ロック
シンフォニック・ロック（英語：symphonic rock）は、クラシック音楽の要素を持つロック・バンドや、ロックとオーケストラとの共演などの作品を分類した言葉。

## 概要
クラシック音楽の交響曲（シンフォニー）のような音響や、曲想の展開等を持つロック。シンセサイザーやメロトロン、あるいは実際のオーケストラを駆使して得られるシンフォニック・サウンドをアレンジに加え、厚みや広がりを持った作品に仕上げるのが主な特徴。
プログレッシブ・ロックと近い位置にあり、実際に、かなりのバンド／作品が重複しているが、イコールではない。シンフォニック・サウンドを有していないプログレッシブ・ロックもあり、また、ハードロックを基調としたバンドがシンフォニック・サウンドを取り入れる場合もある(例:アメリカのバンド「マジェラン」は、プロデューサーのマイク・ヴァーニーが「シンフォニック・ハード・ロック」と呼称している)。ディープ・パープル、ジョニ・ミッチェル、フランク・ザッパらはオーケストラと共演している。

## 様式
ロックを基本にシンフォニック・サウンドを積み上げていく、というスタイルのバンドには、イエスや初期のキング・クリムゾン、エマーソン・レイク・アンド・パーマー、ムーディー・ブルース、キャメルなどがいる。そのほかにエニドの様に、クラシックそのものに聞こえ、本来ならオーケストラが演奏する方が自然な曲を、ロック・バンド形式で演奏する者も存在する。

### オーケストラとの共演
ロック・バンドにシンフォニック・サウンドを取り入れる方法のひとつとして、オーケストラとの共演が挙げられる。1960年代後半に隆盛したアート・ロックや、それに続くプログレッシブ・ロック等に分類されるバンドの幾つかが、その方法論を実践している。また特に1980年代後半以降ではオーケストラ側もロック系アーティストとの共演に取り組むようになり、ドリーム・シアター、スティーヴ・ヴァイやイングヴェイ・マルムスティーンらは、オーケストラとの共演を果たしている。
| バンド名                             | 共演した作品・発表年 | 特記事項 |
| ------------------------------------ | --- | --- |
| ムーディー・ブルース                 | デイズ・オヴ・フューチャー・パスト (1967年) | 同バンドの初期の作品。これ以降はメロトロンがシンフォニック・サウンド構築のための主な手段となる。                                                  |
| ピンク・フロイド                     | 原子心母 | ロン・ギーシンが参加 |
| エレクトリック・ライト・オーケストラ | エルドラド (1974年) | ELOは元々3人編成のストリングセクションを有していたが、このアルバムでは特にフル・オーケストラを起用している。                                      |
| イエス                               | 時間と言葉 (1970年) マグニフィケイション (2001年) | 後者は専任キーボード・プレイヤーが不在だった時期の作品。                                                                                          |
| ディープ・パープル                   | ディープ・パープル・アンド・ロイヤル・フィルハーモニック・オーケストラ (1969年) ライヴ・アット・ロイヤル・アルバート・ホール (2000年)                                                                               | ロイヤル・フィルハーモニー管弦楽団、ロンドン交響楽団との共演を試みたライブ・アルバム、ライブ・ビデオ。                                            |
| レインボー                           | 虹を翔る覇者 | 「スター・ゲイザー」でオーケストラを起用している。                                                                                                |
| リック・ウェイクマン                 | 地底探検 アーサー王と円卓の騎士たち | 前者は『メロディ・メイカー』誌のチャートで1位を獲得。後者以降は主に予算の問題でオーケストラとの共演から撤退していく。                             |
| ELP                                  | ELP四部作 (1977年) | 1977年に活動を再開した時の作品。ラストナンバーの「海賊」でELP+オーケストラという編成が実現している。                                              |
| 聖飢魔II                             | BAD AGAIN 〜美しき反逆〜 (1990年) | オリコンチャートでは最高5位を記録。『ミュージックステーション』(テレビ朝日)では山本直純指揮のもと、新日本フィルハーモニー交響楽団と共演している。 |
| X JAPAN                              | ART OF LIFE (1993年) | シンフォニック・メタルスタイルのコンセプト・アルバム。オーケストラ・パートの録音はロイヤル・フィルハーモニー管弦楽団が担当している。              |
| ワルタリ                             | Yeah! Yeah! Die! Die! Death Metal Symphony in Deep C(1996年) | シンフォニック・デス・メタルスタイルのコンセプト・アルバム。                                                                                      |
| ウリ・ジョン・ロート                 | プロローグ〜天空伝説 (スカイ・オブ・アヴァロン名義、1996年) Metamorphosis of Vivaldi's Four Seasons (2003年) | クラシックとの融合を試みたロック・ギター・アルバム。                                                                                              |
| メタリカ                             | S&M (1999年) | サンフランシスコ交響楽団との共演を収めたライブ盤、ライブ・ビデオ。タイトルの「S&M」はシンフォニー＆メタリカの略。                                 |
| スコーピオンズ                       | 栄光の蠍団〜モーメント・オブ・グローリー (2000年) | ベルリン・フィルハーモニー管弦楽団と共演。タイトルトラックのMoment of GloryはEXPO2000の公式ソング。                                               |
| ドリーム・シアター                   | オクタヴァリウム (2005年) | 特別編成のオーケストラ、および弦楽四重奏団と共演。ライブ・ツアーでもオーケストラを採用した。                                                      |
| MONO                                 | Hymn To The Immortal Wind (2009年) Holy Ground: NYC Live With The Wordless Music Orchestra (2010年) For My Parents (2012年)                                                                                         | オーケストラを取り入れたポスト・ロック。 |
| THE ALFEE                            | THE ALFEE CLASSICS with LONDON SYNPHONY ORCHESTRA (1990年) THE ALFEE CLASSICS II THE ALFEE with Royal Phillharmonic Orchestra (1996年) THE ALFEE CLASSICS III THE ALFEE with Royal Phillharmonic Orchestra (2001年) | 3作品とも編曲は、服部克久が担当している。またライブでも、服部が指揮とピアノを担当した。                                                           |
| ももいろクローバーZ                  | 猛烈宇宙交響曲・第七楽章「無限の愛」 (2012年) | 東響コーラスによる合唱、マーティ・フリードマンによるギター演奏も加わっている。                                                                    |

### メロトロンの使用
メロトロンは、通常はオーケストラのストリング・セクションを音階別に録音したテープを再生することによってシンフォニックサウンドを得る構造になっている。具体的に作品でメロトロンによるオーケストラサウンドを使用している例は以下の通り。
| バンド名             | 使用した作品の例                                                    |
| -------------------- | ------------------------------------------------------------------- |
| ムーディー・ブルース | 童夢                                                                |
| キング・クリムゾン   | クリムゾン・キングの宮殿、ポセイドンのめざめ、レッド                |
| イエス               | こわれもの、危機                                                    |
| ジェネシス           | フォックストロット、眩惑のブロードウェイ                            |
| ユーライア・ヒープ   | ...ヴェリー・ヘヴィ・ヴェリー・ハンブル（カム・アウェイ・メリンダ） |

### 電子合成方式キーボードの使用
上記のメロトロンやサンプラーと異なり、管弦楽の音を電子的に作成している楽器(シンセサイザー/ストリングアンサンブル等)を使用している例は無数にあり、以下が代表的な例。
| バンド名             | 使用した作品例                 | 特記事項 |
| -------------------- | ------------------------------ | --- |
| レッド・ツェッペリン | イン・スルー・ジ・アウト・ドア | ヤマハGX-1が何曲かで使用されている。 |
| ELP                  | ELP四部作                      | 「庶民のファンファーレ」でヤマハGX-1が使用されている。 |
| ELO                  | ディスカバリー及びそれ以降     | 同アルバムではストリングスのレギュラー・メンバーがいなくなり(セッションプレイヤーに降格)、代ってシンセサイザーによるストリングスが大きく導入される様になった。                                                    |
| カンサス             | 永遠の序曲、暗黒への曳航       | この時期のカンサスにはレギュラーのヴァイオリン・プレイヤーが在籍しており、キーボードによるシンセサイザー演奏と組み合わせる事で独特のシンフォニック・サウンドを構築していた。                                      |
| ボストン             | ウォーク・オン                 | 当初ボストンはシンセサイザーを使わないバンドとされていたが、同作でストリングアンサンブルの音を使用した為「No Synthesizers」のクレジットが外され、代わりにクレジットには「Well, No-body's perfect!」と表示された。 |

### ギズモの使用
ギズモ(The Gizmo)とは、ゴドレイ&クレームが開発したギター用のアタッチメント。ギターの弦に回転するコイルを随時接触させてストリング・サウンドを得る仕組みになっている。
| バンド名          | 使用した作品例 | 特記事項                         |
| ----------------- | -------------- | -------------------------------- |
| ゴドレイ&クレーム | Consequences   | 邦題は『ギズモ・ファンタジア』。 |